# Син Джон Хун
Син Джон Хун (кор. 신종훈; род. 5 мая 1989, Сеул) — корейский боксёр, представитель первой наилегчайшей весовой категории. Выступает за сборную Южной Кореи по боксу начиная с 2009 года, серебряный и бронзовый призёр чемпионатов мира, чемпион Азиатских игр, чемпион Азии, победитель и призёр многих турниров международного значения, участник летних Олимпийских игр в Лондоне.

## Биография
Син Джон Хун родился 5 мая 1989 года в Сеуле, Южная Корея. Проходил подготовку в боксёрском клубе Сеульского городского правительства и в муниципальном городском клубе Инчхона.
Первого серьёзного успеха на взрослом международном уровне добился в сезоне 2009 года, когда вошёл в основной состав южнокорейской национальной сборной и побывал на чемпионате мира в Милане, откуда привёз награду бронзового достоинства, выигранную в зачёте первой наилегчайшей весовой категории — на стадии полуфиналов был остановлен россиянином Давидом Айрапетяном.
В 2010 году выступил на Азиатских играх в Гуанчжоу, где сумел дойти до четвертьфинала.
В 2011 году стал серебряным призёром мирового первенства в Баку — в полуфинале взял реванш у Айрапетяна, тогда как в решающем финальном поединке уступил китайцу Цзоу Шимину. Был лучшим на домашнем чемпионате Азии в Инчхоне.
Благодаря череде удачных выступлений удостоился права защищать честь страны на летних Олимпийских играх 2012 года в Лондоне — в первом же поединке категории до 49 кг со счётом 14:15 потерпел поражение от болгарина Александра Александрова и сразу же выбыл из борьбы за медали.
После лондонской Олимпиады Син остался в составе боксёрской команды Южной Кореи и продолжил принимать участие в крупнейших международных соревнованиях. Так, в 2014 году он стал бронзовым призёром открытого чемпионата Китая, одержал победу на Кубке химии в Галле и на домашних Азиатских играх в Инчхоне, где в финале взял верх над казахом Биржаном Жакыповым.
Пытался пройти отбор на Олимпийские игры 2016 года в Рио-де-Жанейро, но не смог этого сделать — в полуфинале квалификационного турнира проиграл мексиканцу Хоселито Веласкесу.
В 2017 году стал чемпионом Южной Кореи в первом наилегчайшем весе.
В 2018 году завоевал серебряную медаль на Мемориале Константина Короткова в Хабаровске, выступил на Азиатских играх в Джакарте.